# 池田教正
池田 教正（いけだ のりまさ）は、戦国時代から安土桃山時代にかけての武将。キリシタン。若江三人衆の一人。

## 生涯
三好氏と縁戚関係にある摂津国の有力国人・池田氏の一族とみられ、三好長慶に仕えた。妻は同じく三好長慶に仕えた野間長久の娘。
永禄7年（1564年）、宣教師のガスパル・ヴィレラが三好長慶よりキリスト教の布教を認められ、三好氏の家臣が集団で改宗したが（『フロイス日本史』では改宗者は73人）、教正もその時キリシタンとなり、シメアンの洗礼名を得た。
長慶の死後、三好三人衆と松永久秀の間で争いが起きると、教正は久秀に味方し、永禄9年（1566年）頃には野間長久ら摂津の中小国人らとともに「越水衆」として軍事的に編成され、三人衆方と戦っている。
教正は、野間長久の子の康久や多羅尾綱知と共に三好義継の重臣を務めたが、天正元年（1573年）11月、教正らは織田信長の派遣した佐久間信盛の軍勢を若江城内に引き入れ、義継の自害を招いた。その後、教正は野間康久や多羅尾綱知と共に若江城に在城して北河内の支配を行っており、康久・綱知と合わせて「若江三人衆」と呼ばれている。教正らは軍事的には佐久間信盛に属したとみられ、天正4年（1576年）5月、信盛に従って本願寺と戦う様子が『甫庵太閤記』に描かれている。また同年、教正は若江に教会を建てており、それにより本願寺門徒の改宗が進んだという。
本願寺が大坂を退去すると、若江城は廃城となり、教正ら若江三人衆は八尾城を築いた。教正は仮聖堂を2つ設けたほか、教会の建立を計画しており、天正9年（1581年）の時点で800人のキリシタンが八尾に住んでいた。また同年の京都御馬揃えに、教正は蜂屋頼隆に率いられて参加している。
本能寺の変後の天正11年（1583年）、教正ら若江三人衆は河内国から移封された。三好康長の養子となり三好氏を継いだ豊臣秀次が同年5月に摂津や播磨国に所領を与えられており、その与力として同地に移ったと考えられている。天正12年（1584年）の小牧・長久手の戦いでは、教正は巨大な金色の十字架を描いた旗を掲げて300の兵とともに群がる徳川勢を突破し武名を上げたという（『フロイス日本史』）。
天正15年（1587年）、秀吉によりバテレン追放令が出された。教正は秀次に暇乞いをしたところ、教正を相談役として高く評価していた秀次は、信仰を認めそのまま仕えさせたばかりか、領地を加増している。
秀次が尾張国で100万石を得て関白になると、文禄2年（1593年）に清洲奉行、木曽木材奉行に任命されている（『駒井日記』）。文禄4年（1595年）の秀次事件の後、教正は追放され、以後その消息は不明となる。